# Cratere Umatac
Umatac  è un cratere sulla superficie di Marte.